# Виханский, Александр Борисович
Александр Борисович Виханский (7 февраля 1935, Москва — 6 декабря 2015) — советский и российский кинооператор. Заслуженный работник культуры Российской Федерации (1995).

## Биография
Александр Виханский учился в Институте рыбного хозяйства (1953-55), Институте народного хозяйства им. Плеханова (1955-56). С 1956 по 1979 год работал на киностудии «Мосфильм». С 1976 по 2000 год работал на студии «Союзмультфильм» — снимал кукольные фильмы. Сотрудничал со студиями «Кристмас Филмз», ФГУП «Киностудия „Союзмультфильм“». Работал с режиссерами: Идеей Гараниной, Иваном Уфимцевым, Станиславом Соколовым, Вадимом Курчевским и др.

## Награды
- 1995 — Заслуженный работник культуры Российской Федерации — за заслуги в области культуры и многолетнюю плодотворную работу[1].
- 1997 — Открытый Российский Фестиваль анимационного кино в Тарусе : Приз жюри лучшему оператору — Александру Виханскому за фильм «Авраам».[2]
- 2009 — Почётный приз XIV Открытого Российского фестиваля анимационного кино в Суздале «За вклад в анимационное искусство» вручён кинооператору Александру Виханскому.[3]
- 2011 — Благодарность Министерства культуры Российской Федерации — за большой вклад в российскую анимацию, многолетнюю плодотворную работу и в связи со 100-летием мультипликационного кино[4]

## Фильмография
- 1977 «Журавлиные перья»
- 1977 «Старый дом»
- 1978 «Бедная Лиза»
- 1979 «Пер Гюнт»
- 1980 «Еще раз про квартет»
- 1980 «Разлучённые»
- 1981 «Балаган»
- 1981 «Бездомные домовые»
- 1982 «Каша из топора»
- 1983 «Как старик наседкой был»
- 1984 «Заячий хвостик»
- 1984 «История одной куклы»
- 1984 «Слонёнок пошёл учиться»
- 1984 «Чёрно-белое кино»
- 1988 «Кошка, которая гуляла сама по себе»
- 1989 «Квартира из сыра»
- 1989 «Музыкальный магазинчик»
- 1990 «Оттого, что в кузнице не было гвоздя»
- 1990 «По следам Бамбра»
- 1991 «Что там под маской?»
- 1991 «Ловушка для Бамбра»
- 1992 «Буря»
- 1994 «Севильский цирюльник»
- 1996 «Авраам»
- 1999 «Дерево с золотыми яблоками»
- 1999 «Савинов»
- 2000 «Кентерберийские рассказы»
- 2000 «Молитва „Отче наш“»
- 2000 «Савинов−2»
- 2001 «Аль-фатиха. Мусульманская молитва»
- 2003 «О рыбаке и рыбке»
- 2003 «Шма исраэль (иудейская молитва)»
- 2005 «История любви одной лягушки»
- 2006 «Гофманиада»